# Recode
Recode é um site de notícias de tecnologia e mídia digital que se concentra no Vale do Silício. Foi fundada pelos jornalistas Walt Mossberg e Kara Swisher em janeiro de 2014 depois que em setembro de 2013 eles deixaram o Dow Jones e o site similar que tinham co-fundado, AllThingsD. Em maio de 2015 a Vox Media adquiriu o site.